# Mušići (Višegrad, BiH)
Mušići su naseljeno mjesto u općini Višegrad, Republika Srpska, BiH.

## Stanovništvo
Nacionalni sastav stanovništva 1991. godine, bio je sljedeći:
| Narod       | Broj stanovnika |
| ----------- | --------------- |
| Muslimani   | 118             |
| Ostali      | 7               |
| Jugoslaveni | 5               |
| Ukupno      | 130             |